# Tournoi de tennis de Deerfield Beach
Le tournoi de Deerfield Beach ou Classic Maybelline est un tournoi de tennis féminin du circuit professionnel WTA organisé à six reprises dans l'État de Floride aux États-Unis de 1980 à 1983.
Les quatre premières éditions se sont déroulées à Deerfield Beach, toutes remportées par Chris Evert en simple.

## Palmarès

### Simple
| No | Date       | Nom et lieu du tournoi                           | Catégorie | Dotation  | Surface    | Vainqueure  | Finaliste      | Score         |         |
| -- | ---------- | ------------------------------------------------ | --------- | --------- | ---------- | ----------- | -------------- | ------------- | ------- |
| 1  | 13-10-1980 | Maybelline Classic, Deerfield Beach              |           | 100 000 $ | Dur (ext.) | Chris Evert | Andrea Jaeger  | 6-4, 6-1      | Tableau |
| 2  | 12-10-1981 | Maybelline Classic, Deerfield Beach              |           | 125 000 $ | Dur (ext.) | Chris Evert | Andrea Jaeger  | 4-6, 6-3, 6-0 | Tableau |
| 3  | 04-10-1982 | Maybelline Classic, Deerfield Beach              | Series 4  | 125 000 $ | Dur (ext.) | Chris Evert | Andrea Jaeger  | 6-1, 6-1      | Tableau |
| 4  | 07-11-1983 | Lynda Carter Maybelline Classic, Deerfield Beach |           | 125 000 $ | Dur (ext.) | Chris Evert | Bonnie Gadusek | 6-0, 6-4      | Tableau |

### Double
| No | Date       | Nom et lieu du tournoi                          | Catégorie | Dotation  | Surface    | Vainqueures                    | Finalistes                         | Score         |         |
| -- | ---------- | ----------------------------------------------- | --------- | --------- | ---------- | ------------------------------ | ---------------------------------- | ------------- | ------- |
| 1  | 13-10-1980 | Maybelline Classic Deerfield Beach              |           | 100 000 $ | Dur (ext.) | Andrea Jaeger Regina Maršíková | Martina Navrátilová Candy Reynolds | 1-6, 6-1, 6-2 | Tableau |
| 2  | 12-10-1981 | Maybelline Classic Deerfield Beach              |           | 125 000 $ | Dur (ext.) | Mary Lou Piatek Wendy White    | Pam Shriver Paula Smith            | 6-1, 3-6, 7-5 | Tableau |
| 3  | 04-10-1982 | Maybelline Classic Deerfield Beach              | Series 4  | 125 000 $ | Dur (ext.) | Barbara Potter Sharon Walsh    | Rosie Casals Wendy Turnbull        | 7-6, 7-6      | Tableau |
| 4  | 07-11-1983 | Lynda Carter Maybelline Classic Deerfield Beach |           | 125 000 $ | Dur (ext.) | Bonnie Gadusek Wendy White     | Pam Casale Mary Lou Piatek         | 6-1, 3-6, 6-3 | Tableau |